# Китаев, Александр Виссарионович
Александр Виссарионович Китаев (25 августа 1888, село Старые Карамалы, Самарская губерния — 2 марта 1953) — российский, советский художник, поэт, общественный деятель, музейный работник.

## Биография
Александр Виссарионович Китаев родился в крестьянской семье 25 августа 1888 года в селе Старые Карамалы Самарской губернии. Воспитанник Симбирской Чувашской учительской школы. В семь лет окончил сельскую школу. В восемь лет участвовал с отцом в раскопках Разбойничьего Городка. В 1904 году получил звание сельского учителя. В 1906—1911 гг. учился в художественной школе в г. Казани, где в числе его педагогов были П. П. Беньков и Н. И. Фешин. Одновременно, он работал в газетах «Волжско-Камская речь», «Вечерняя почта» и в литературно-художественном журнале «Волжские дали» корреспондентом и исполнял обязанности секретаря редакции. Параллельно учился в полиграфическом отделении высших художественных мастерских (бывшая АХ).
В 1911 г. переехал в г. Чебоксары, где преподавал графическое искусство. Среди его произведений чебоксарского периода, интересной живописной манерой исполнения отличается полотно «Чебоксары. Церковки» (1913). Это полотно является своеобразной картиной-документом, в котором запечатлены архитектурные памятники города, утраченные после революционных событий 1917 г.
В 1913 г. переехал в Новгородскую губернию, где продолжал преподавательскую деятельность, сперва в г. Бончовске, а с 1915—1918 гг. в г. Новгороде. Там же организовал, на общественных началах, театральное общество «Красный парус». В 1919 г. заведовал художественным хранилищем и подотделом изобразительных искусств в г. Бобруйске Могилевской обл. Республики Белоруссия. За это время, им был основан и открыт Бобруйский художественно-исторический музей, основана государственная выставка произведений художников и ремесленников республик Литвы и Белоруссии.
В 1919 г. переехал в г. Смоленск, где работал в ГУБОНО инструктором секции изобразительных искусств в г. Рославль и Рославльского уезда. Преподавал русский язык на командных курсах Смоленской губмилиции. 
В 1919 г. был в числе победителей конкурса на лучший проект праздничного оформления улиц Смоленска ко второй годовщине Октябрьской революции
В 1921 г. был командирован в качестве инструктора губмузея в Гжатский и Юхновский уезды для проверки деятельности музеев в Гжатске и усадьбе Скугарево, а также сохранности ценностей, изъятых в ряде других усадеб. До середины 1922 г. участвовал в культурной жизни Смоленска, избирался товарищем председателя литературной организации «Арены». Экспонировал свои живописные работы на художественной выставке в 1921 г. в Смоленске. Издал сборник своих стихов «Оранжевый колорит», сборник дополнил своими иллюстрациями.
В 1919—1922 работал в Смоленске, как художник театра (оформил свои пьесы «Синие крокодилы» и «Когда позволяется раздеть другого», "Летний театр, 1922.
Весной и летом 1921-го А. В. Китаев, как инструктор-эмиссар Музейного управления Смоленского губернского отдела народного образования, вместе с сотрудницей картинной галереи З. Н. Мартыновой был направлен в Гжатский (ныне Гагаринский район) и Юхновский уезды для изучения деятельности местных музеев. Попутно они должны были выяснить, в каком состоянии находятся уникальные и ценнейшие произведения искусства, доставшиеся советской власти после разорения дворянских усадеб. 
С 1922 по 1926 гг. обучался в учебных заведениях, образованных в Петрограде (Ленинграде) вместо упраздненной Академии художеств.  
В 1924 году в Ленинграде выпустил сборник поэм «Башки башкир».
В 1927 году Китаев сочинил комедийную пьесу «Дикопольские педагоги или Женская стыдливость». Пьеса была запрещена распоряжением главного комитета по контролю за репертуаром при Главлите со следующими формулировками: «в советской школе не может быть таких „диких“ нравов среди педагогов», «в пьесе есть ряд порнографических трюков».
В 1929 г. в Ульяновске  А. В. Китаев принимал участие в первой выставке Объединения Ульяновских художников.  
В 1932 году вместе с семьей (жена и двое детей) проживал в Раменском (под Москвой) на съемной квартире. Ходатайствовал в письме к В.Н.Перельману о предоставлении жилплощади в Городке художников, ссылаясь на полуголодное существование. 
С 1934 г. в Москве, член АХРР (Ассоциация художников революционной России) и МОССХ (Московский Союз Советских художников), Всекохудожника, Принимал участие в их выставках. 
Осенью 1937 г. состоялась большая выставка из 44 картин на культбазе ЦПКиО им. Горького.
Из книги Ольги Ройтенберг «Неужели кто-то вспомнил, что мы были…», Москва: ГАЛАРТ, 2008:
«Осенью 1937 г. после выставки 44 картин Китаева на культбазе ЦПКиОим. Горького Китаев, втянутый в антиформалистскую мясорубку, исключен из МОССХа. Далее кружок изо на заводе, в каморке бывшей школы позади дома именитых художников на Масловке что-то пишет, уничтожает. Эйфория начала – вершина на полпути - низвержение».
В 1938 году Китаев был отчислен из МОССХ в ходе кампании по борьбе с формализмом в искусстве.
Картины художника выставлены в Государственной Третьяковской галерее http://avanage.ru/?p=4832 Архивная копия от 11 июня 2016 на Wayback Machine, в Чувашском Государственном Художественном Музее http://artmus.culture21.ru/psearch.aspx?autor=683 Архивная копия от 30 июня 2016 на Wayback Machine, в Краснодарском краевом художественный музее им. Ф. А. Коваленко, Смоленская обл. музей изобразительного и прикладного искусства, в частных коллекциях.
В книге Ольги Ройтенберг «Неужели кто-то вспомнил, что мы были…», Москва: ГАЛАРТ, 2008, ошибочно утверждается, что картина "Рыбачка-бригадир" (1932) находится в фондах Государственной Третьяковской галереи. ГТГ имеет только одну картину Китаева - "Мать и дитя" (1934), переданную в музей сыном художника в 1984 г.
Среди его произведений: "Человечки" (1908), Театральный буфет (1911, Чувашская ГХГ), "Чебоксары Церковки" (1913, там же), "на берегу Волги" (1913, там же), "Окраина Новгорода" (1915) "Мокрая дорога (1918), "Оля, Чувашская девочка" 1926, "Портрет писателя В.Я. Шишкова" (1926, Смоленская обл. музей изобразительного и прикладного искусства), "Мать и дитя" (1929, Краснодарский краевой ХМ), Работницы - чувашки на курорте" (1930), Рыбачка Бригадир" (1932), "Рыбачка. Красные паруса" (1935, Чувашская ГКХ), "  В Петровском парке" (1935), "Пушкин в изгнании" (1937), "Две рыбачки" (1930-е гг.) "Две рыбачки и парус" (1930-е гг. Тюменская ОКГ).
Умер Александр Виссарионович 2 марта 1953 года.